# Tanytarsus thermae
Tanytarsus thermae är en tvåvingeart som beskrevs av Tokunaga 1940. Tanytarsus thermae ingår i släktet Tanytarsus och familjen fjädermyggor. Inga underarter finns listade i Catalogue of Life.